# Phường 4, Quận 4
Phường 4 là một phường cũ thuộc Quận 4, Thành phố Hồ Chí Minh, Việt Nam.
Phường 4 có diện tích 0,29 km², dân số năm 2021 là 15.489 người,  mật độ dân số đạt 53.410 người/km².